# ريتشارد هووكر
ريتشارد هووكر (بالإنجليزية: Richard Hooker)‏ (1 فبراير 1924، ترنتون في الولايات المتحدة - 4 نوفمبر 1997، ووترفيل في الولايات المتحدة)؛ جراح وروائي أمريكي.

## روابط خارجية
- ريتشارد هووكر على موقع IMDb (الإنجليزية)
- ريتشارد هووكر على موقع قاعدة بيانات الفيلم (الإنجليزية)